# DIN 982
DIN 982 er en DIN-standard for låsemøtrik M/Nylonindsats. 
En Stålmøtrik DIN 982 er en af de mest brugte møtrikker indenfor befæstelsesområdet.
| Gevind    | M3   | M4  | M5      | M6  | M8   | M10       | M12     | M14   | M16     | M20     | M24     |
| --------- | ---- | --- | ------- | --- | ---- | --------- | ------- | ----- | ------- | ------- | ------- |
| Bredde h: | 4,5  | 6   | 6,8/6,3 | 8   | 9    | 11,9/11,5 | 14,9/14 | 17/16 | 19,1/18 | 22,8/22 | 27,1/28 |
| Bredde m: | 2,15 | 2,9 | 4,4     | 4,9 | 6,44 | 8,04      | 10,37   | 12,1  | 14,1    | 16,9    | 20,2    |
| Bredde s: | 5,5  | 7   | 8       | 10  | 13   | 16/17     | 18/19   | 21/22 | 24      | 30      | 36      |